# Петровка (Троїцький район)
Петро́вка (рос. Петровка) — село у складі Троїцького району Алтайського краю, Росія. Адміністративний центр Петровської сільської ради.

## Населення
Населення — 738 осіб (2010; 1067 у 2002).
Національний склад (станом на 2002 рік):
- росіяни — 97 %

## Персоналії
Уродженкою села є Кащеєва Віра Сергіївна (1922—1975) — Герой Радянського Союзу, санінструктор.